# Szczytna
Szczytna (germană Rückers) este un oraș în Polonia. În 2015 avea 5298 de locuitori.